# Успенська церква на Калічанці
Успенська церква на Калічанці — дерев'яна успенська церква, розташована у колишньому передмісті Чернівців, спорудження якої датується початком XVIII ст.; пам'ятка архітектури національного значення; один з 5-ти дерев'яних храмів міста.
Міститься за адресою: вул. Новоушицька, 2.

## Опис
Це дерев’яна церква хатнього типу. 
Храм має п’ятигранну апсиду і прямокутний у плані притвор. 

## З історії храму
Успенська церква на Калічанці первинно знаходилася на площі біля Турецької криниці. Була збудована за розпорядженням молдавського господаря Миколая Олександра Маврокордата між 1709 і 1716 рр. Від нього та його нащадків в 1743 р. отримала ряд привілеїв, тому її іноді називали «господарською» або «княжою». 
За часів Австро-Угорщини церква втратила своє привілейоване становище і 1876 р. була перенесена на міську околицю Каличанку. 
У теперішній час (2020) це пам'ятка архітектури національного значення. 
У церкві традиційно святять воду на Йордана.